# Sweet Love (chanson d'Anita Baker)
Pour les articles homonymes, voir Sweet Love.
Singles de Anita Baker
Feel the Need
(1984) Caught Up in the Rapture (en)
(1986)
Sweet Love est une chanson de la chanteuse de soul américaine Anita Baker, parue sur son deuxième album studio Rapture. Elle est sortie le 27 mai 1986 en tant que premier single de l'album.
C'est le premier grand succès commercial de Baker, se classant aux États-Unis à la deuxième place du Billboard Hot Black Singles, à la troisième place du Billboard Adult Contemporary et à la huitième place du Billboard Hot 100 à l'automne 1986. Au Royaume-Uni, elle atteint la treizième place du UK Singles Chart et s'est classée à la 21e place du Top Singles canadien.
Sweet Love remporte le Grammy Award de la meilleure chanson R&B lors de la 29e édition des Grammy Awards (1987).

## Liste des pistes
| 1. | Sweet Love      | 4:26 |
| 2. | Watch Your Step | 4:56 |

## Crédits
- Anita Baker – voix, chœurs
- Jim Gilstrap – chœurs
- Bunny Hall – chœurs
- Daryl Phinnessee – chœurs
- Ricky Lawson – batterie
- Paulinho da Costa – percussion
- Freddie Washington – basse
- Greg Moore – guitare
- Sir Gant – claviers, arrangements

## Classements
| Classement (1986–87)               | Meilleure position |
| ---------------------------------- | ------------------ |
| Canada (Top Singles)               | 21                 |
| Canada (Adult Contemporary Tracks) | 2                  |
| États-Unis (Hot 100)               | 8                  |
| États-Unis (Adult Contemporary)    | 3                  |
| États-Unis (Hot Black Singles)     | 2                  |
| États-Unis (Cash Box Top 100)      | 12                 |
| Europe (European Hot 100)          | 47                 |
| Irlande (IRMA)                     | 10                 |
| Pays-Bas (Nationale Hitparade)     | 47                 |
| Royaume-Uni (UK Singles Chart)     | 13                 |

| Classement (1986)    | Position |
| -------------------- | -------- |
| États-Unis (Hot 100) | 90       |